# Paramochtherus haubrugei
Paramochtherus haubrugei is een vliegensoort uit de familie van de roofvliegen (Asilidae). De wetenschappelijke naam van de soort is voor het eerst geldig gepubliceerd in 2005 door Tomasovic.